# The King of Fighters '98
The King of Fighters '98 (con el subtítulo Dream Match Never Ends en Japón, o The Slugfest en Estados Unidos)
es un juego de lucha de SNK para el sistema Neo Geo. Es el quinto videojuego de la serie King of Fighters. Esta entrega fue anunciada por SNK como una "edición especial" de la serie, ya que contó con la mayoría de los personajes aparecidos en los juegos anteriores (de KOF '94 al '97), incluyendo a los que habían muerto en la historia.
Versiones de KOF '98 fueron lanzadas en Neo Geo CD y PlayStation. También hubo una versión para Dreamcast llamada The King of Fighters: Dream Match 1999, con muchos de los escenarios rehechos en 3D. Una década más tarde salió una versión para PlayStation 2 como The King of Fighters '98: Ultimate Match, el cual expande el número de personajes.
Al carecer de historia, SNK aprovechó para incluir a Rugal (quien había muerto en KOF '95), así como varias versiones alternativas de otros personajes. KOF '98 es comúnmente considerado por muchas publicaciones como el mejor KOF debido a sus gráficos y accesible jugabilidad.

## Personajes
Todos los personajes regulares de KOF '97 regresan, junto a varios personajes de títulos anteriores como Vice y Mature (las compañeras de Iori en KOF '96), el equipo deportista (Heavy D!, Lucky Glauber, y Brian Battler) de KOF '94, el equipo de veteranos compuesto por Heidern, Takuma Sakazaki, y Saisyu Kusanagi, personajes que dejaron de aparecer en KOF '95. Rugal Bernstein de KOF '94 también regresa como personaje individual, con su alter ego Omega Rugal (su versión robótica de KOF '95) sirviendo como jefe final. Shingo Yabuki (de KOF '97) sigue sin tener equipo, y aparece como subjefe en el modo arcade.

## Método de juego
Funciona de manera similar a base de The King Of Fighters 97 pero con varios cambios en el juego anterior:
- El modo ADVANCED permite llenar la barra de poder (Estando con 3 círculos verdes) y cuando un jugador hace un DM se ejecutara sin potenciador restando una esfera verde. Solo se restará una esfera si usa potenciador (botones ABC) y otra para DM, convirtiéndose en SDM si se hace antes de 15s de potenciador.
  - Puede esquivar desde abajo como en la KOF 96, cancelar ataques del oponente y la barra se llena en color naranja, la barra de vida es en color verde.
  - Cada vez que pierda un jugador o al oponente tendrá una esfera extra, llegando a 5 esferas máximas.
- Para el modo EXTRA es similar al de los clásicos juegos se debe mantener pulsado ABC al cargar y permite ejecutar DM si la barra EXTRA está cargada.
  - Cuando la barra de vida esta en niveles críticos (parpadeando en naranja) se ejecuta el SDM cuando está cargada la barra EXTRA o múltiples DM si no está cargada. Permite cancelar ataques y en este caso se esquiva de la misma manera que la 94-95.
  - Cada vez que pierda a un jugador o al oponente la barra de poder cambiara de tamaño al grande (1), mediano (2) y chico (3). La barra de vida es amarilla.
- Shingo Yabuki puede ser oponente si consigues 100000 puntos del juego si consigues derrotar los primeros 3 equipos, aunque a veces no se respeta esa regla. De no obtener los 100000 puntos el requisito del stage 4 es mantener dicha cantidad más conseguir un perfect como mínimo, de no obtenerlo no aparecerá. ya en el 5 stage como requisito es ganar por corrida (un personaje debe ganar a los otros 3 oponentes) de lo contrario Shingo ya no aparecerá, te aparece como subjefe en el final de la stage 3 o hasta el 5.
- Shingo posee el golpe crítico, un golpe con más potencia que el común, que combinado con un contragolpe (counter) puede dañar mucho a su oponente, el Golpe crítico causa un 20% o 30% de daño adicional agregado a un golpe. En pocas palabras posee el puño más fuerte.
- También los Orochi Team, pueden ser oponentes como subjefes al haber obtenido más de 150000 puntos, esto sólo aplica en versión de PS2 y demás consolas.
- Primera aparición del random select (?), consiste en que el jugador puede seleccionar un equipo aleatorio o tan solo 1 a 2 peleadores.
- Se implementa un Continue Service (Servicio de Continuidad) en el cual el jugador elige que hacer después de haber sido derrotado por la CPU, sólo que saldrá como ruleta, las opciones son: Pasar a la siguiente ronda, bajar el nivel de dificultad, barra de poder al máximo, la vida del oponente al 1/3 de vida y finalmente barra de poder del oponente desactivada.
- Primer juego con las cuatro paletas de color (sin importar versión).
- Si terminas el juego con un equipo, al final puedes ver una imagen personalizada del equipo durante el ending del juego, es el último en aparecer.

## Equipos
| Hero Team - Kyō Kusanagi - Benimaru Nikaido - Goro Daimon Fatal Fury Team - Terry Bogard - Andy Bogard - Joe Higashi Art of Fighting Team - Ryo Sakazaki - Robert García - Yuri Sakazaki Ikari Team - Leona Heidern - Ralf Jones - Clark Steel Psycho Soldier Team - Athena Asamiya - Sie Kensou - Chin Gentsai Women Team - King - Mai Shiranui - Chizuru Kagura Korea Team - Kim Kaphwan - Choi Bounge - Chang Koehan New Face Team - Yashiro Nanakase - Shermie - Chris Outlaw Team / Special Team - Ryuji Yamazaki - Blue Mary - Billy Kane Yagami Team - Iori Yagami - Mature - Vice Masters Team - Heidern - Takuma Sakazaki - Saisyu Kusanagi USA Sports Team - Heavy D! - Lucky Glauber - Brian Battler |

### Personajes sin equipo
- Rugal Bernstein
- Shingo Yabuki

### Personajes secretos
| - EX Terry Bogard (Real Bout Fatal Fury 2) - EX Andy Bogard (Real Bout Fatal Fury 2) - EX Mai Shiranui (Real Bout Fatal Fury 2) - EX Billy Kane (Real Bout Fatal Fury 2) - EX Joe Higashi (KOF 94) - EX Ryo Sakazaki (KOF 94) | - EX Yuri Sakazaki (KOF 94) - EX Robert García (KOF 94) - EX Kyo Kusanagi (KOF 95) - Orochi Yashiro - Orochi Shermie - Orochi Chris |

### Jefe final
- Omega Rugal

### Personajes secretos enUltimate Match
| - Eiji Kisaraguri - Kasumi Todoh - Geese Howard - Mr. Big - Wolfgang Krauser - Orochi Iori - Orochi Leona | - EX Blue Mary (Real Bout Fatal Fury 2) - EX Yamazaki (Real Bout Fatal Fury) - EX Geese Howard (Real Bout Fatal Fury Special) - King (AOF Style Ver.) |

#### Jefes
- Goenitz
- Orochi

## Equipos especiales
| Three Sacred Treasures Team - Kyo Kusanagi - Iori Yagami - Chizuru Kagura Shingo Team - Shingo Yabuki - Kyo Kusanagi - Iori Yagami Rugal Team - Rugal Bernstein - Mature - Vice SNK Heroes Team - Kyo Kusanagi - Terry Bogard - Ryo Sakazaki No. 2 Team - Benimaru Nikaido - Andy Bogard - Robert García No. 3 Team - Goro Daimon - Joe Higashi - Yuri Sakazaki Baseball Team - Ralf Jones - Blue Mary - Lucky Glauber Rapid-punch Team - Billy Kane - Chang Koehan - Joe Higashi Severely Burned Team - Kyo Kusanagi - Saisyu Kusanagi - Orochi Chris Sakazaki Family Team - Takuma Sakazaki - Ryo Sakazaki - Yuri Sakazaki Teen Team - Shingo Yabuki - Sie Kensou - Chris Orochi Ladies Team - Shermie - Vice - Mature Orochi Men Team - Yashiro Nanakase - Chris - Ryuji Yamazaki Orochinagi Team - Kyo Kusanagi - Chris - Saisyu Kusanagi Kusanagi Style Team - Kyo Kusanagi - Saisyu Kusanagi - Shingo Yabuki Comedy Team - Robert García - Sie Kensou - Yuri Sakazaki Cap Team - Terry Bogard - Lucky Glauber - Clark Still Young Hero Team - Shingo Yabuki - Benimaru Nikaido - Goro Daimon Other Ikari Team - Ralf Jones - Leona Heidern - Heidern Other Heroine Team - Athena Asamiya - Mai Shiranui - Yuri Sakazaki Other Power Team - Ralf Jones - Brian Battler - Chang Koehan April 8th Birthday Team - King - Mature - Shingo Yabuki |

## Lanzamiento
KOF '98 tuvo versiones caseras para Neo Geo tanto en cartucho (AES) como en Neo Geo CD. En 1999 fue lanzado para PlayStation con las limitaciones propias de la consola (tiempos de carga y falta de animaciones), y fue el primer KOF en salir para Dreamcast.

### Ultimate Match
En su décimo aniversario salió una remake del juego con el título The King of Fighters '98: Ultimate Match. Se estrenó en los arcades japoneses para la placa Taito Type X en marzo del 2008, con la versión de PS2 saliendo tres meses más tarde. El 2009 salió a nivel mundial.
Ultimate Match incluye a todos los personajes de la saga Orochi que no estaban en la versión original. Estos son: Eiji Kisaragi, Kasumi Todoh, el Boss Team (Geese Howard, Wolfgang Krauser y Mr. Big), Goenitz y Orochi. Se agregaron nuevos movimientos para algunos personajes, así como versiones alternativas (EX) y nuevos escenarios en 3D.
A los estilos de pelea Advance y Extra, se le suma el modo "Ultimate", que es una mezcla entre ambos. Además, se han agregado nuevos escenarios como Arabia Saudita, China y Hong Kong. Lo otro, incluye el modo Neo-Geo que permite jugar la entrega original en modo consola. Por último, en 2014 salió la versión Final Edition para PC, conmemorando el vigésimo aniversario de la saga. Cuenta con 64 personajes incluyendo versiones alternativas.